# マクスウェル山
マクスウェル山（マクスウェルさん、英語: Maxwell Montes, [ˈmækswɛl ˈmɒntiːz]）とは、金星のイシュタル大陸にある山塊である。標高は11kmであり、金星の最高峰である。

## 概要
イシュタル大陸に位置し、2つの主要な高台のさらに北にあるマクスウェル山の標高は11 km (6.8 mi) である。またラクシュミー高原の東へ向かって約6.4 km (4 mi) 上り坂になっていて、全長が約853 km (530 mi)、幅が700 km (435 mi) になっている。西側斜面は非常に急だが東側斜面はフォルトゥーナテッセラに向かって緩やかになっている。このため最高地点は金星の表面において一番寒く（約380 °C または 716 °F）、気圧が低い（約45 bar または 44 atm）。

## 歴史と地質
ラクシュミー高原やマクスウェル山のような山脈の起源は議論となっている。ある一説では金星の内部からの物質隆起による熱いプリュームによって形成されたとする一方で、他説では惑星内面に物質が下降する形でこの地域が全側面から圧縮（共に押しながら）されたものとも言われている。幅広い尾根と谷で形成されたマクスウェル山とフォルトゥーナテッセラは圧縮によって形成された地形であると示されていて、並列している隆起や谷は後の外延的な断層によって途切れているとされる。ラクシュミー高原周辺の他の圧縮型山地と比べてマクスウェル山の極端な高さは地形の形成がかなり複雑であることを示唆している。
マクスウェル山の大部分は高い高度かつ金星において一般的な明るいレーダー反射を持つが、この現象は鉱物あるいは金属物質を含む雪に起因すると思われる。初期は黄鉄鉱やテルルと考えられたが、近年では硫化鉛と硫化ビスマスであるという説が唱えられている。

## レーダーによる地図作成と命名
レーダーによる、金星大気圏の恒久的かつ厚い雲やその下の表面の観測が行われてきた。1967年には、プエルトリコのアレシボ電波望遠鏡を使って金星の最高地点が見いだされ、マクスウェル山と命名した。
1978年、宇宙探査機パイオニア・ヴィーナス1号が金星周回軌道に入り金星表面の電波観測を試みた。この観測で初めて金星表面の地形図が作成されることになり、同時にマクスウェル山が金星表面の標高平均値以上の最高地点であることが確認された。
山の名前は、数学者かつ物理学者で、金星表面のレーダー観測に使われる電波の存在を理論的に予測した、ジェームズ・クラーク・マクスウェルに因んでいる。
通常、金星の地形は、女性や女神の名前に因む命名がなされるが、この山やアルファレジオ、ベータレジオは名祖が異なる3つの例になっている。
マクスウェル山は、トーマス・ゴールドの求めにより1970年にレイ・ユルゲンスによって命名され、1976年から1979年の間に国際天文学連合の惑星システム命名ワーキンググループ (IAU/WGPSN) によって承認された。